# Каса Лома
Каса Лома (англ. Casa Loma) — неоготический замок, построенный в начале XX века в канадском городе Торонто.

## История строительства
В 1903 году Сэр Генри Пеллат купил участок земли на северо-западе от тогдашнего центра города. Через несколько лет, в 1911, располагая капиталом в 17 миллионов долларов, он начал строительство дома-замка своей мечты. Место, которое он купил, уже было названо предыдущим владельцем «домом на холме» или Каса Ломой. (Casa в переводе с испанского означает дом, здание, жилище, квартира; Loma — косогор,склон, холм, то есть «Дом на холме».)
Строительство заняло 3 года и обошлось будущему владельцу в 3,5 миллиона долларов. Проектом и строительством замка занимался канадский архитектор Эдвард Леннокс.
В связи с начавшейся Первой Мировой войной, внутренняя отделка дома не была завершена. Но даже в незавершенном состоянии замок поражал своим убранством. Его 98 комнат сделали его самым большим частным домом в Канаде. Огромная библиотека, закрытая веранда превращенная в небольшой ботанический сад (с паровым отоплением, проходящим под клумбами с цветами), душевые комнаты, опередившие время, орган, занимающий 2 этажа, тайные переходы — все это действительно сближает Каса Лому со сказочным замком — как она и была задумана его первым хозяином и архитектором.
Основное здание замка соединено подземным ходом с расположенной неподалеку конюшней. По проекту в доме должен был  также находиться внутренний бассейн, который так никогда и не был завершен. И только фотографии рядом с пустой цементной коробкой дают представление о грандиозности невоплощенных замыслов.

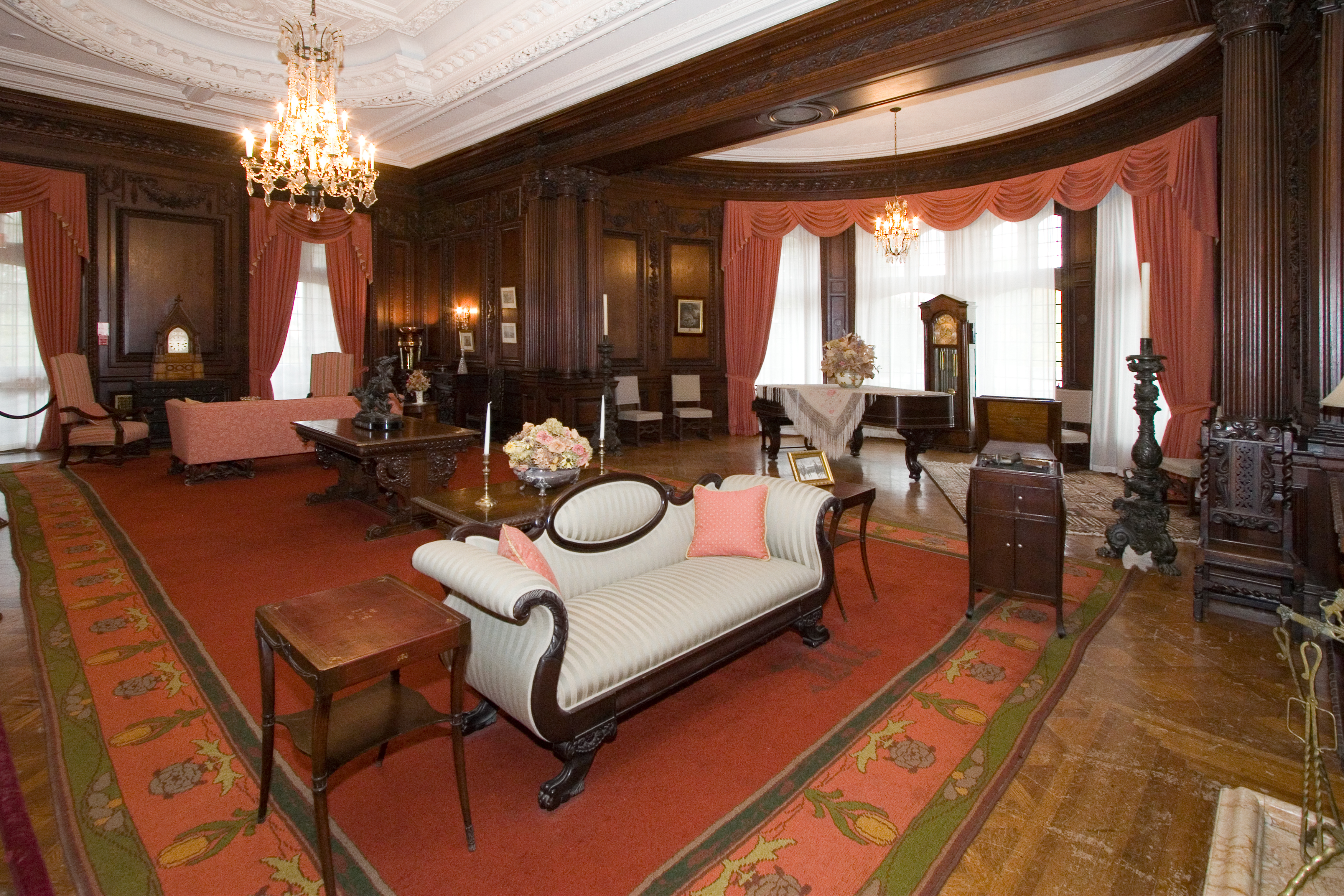
Гостиная Генри Пеллата

## Замок меняет хозяина
Война и последовавший за ней экономический спад пошатнули финансовое состояние сэра Пеллата. Налоги на недвижимость возросли с $600 в год до $1000 в месяц. Он предпринял немало попыток удержаться в седле, но все же к 1923 году был вынужден продать замок с молотка и переехать на свою ферму.
Каса Лома недолгое время использовалась как фешенебельная гостиница, затем как сценическая площадка, пока в 1933 правительство города не овладела правом собственности на замок в счет неуплаченных налогов на сумму в $27,300 долларов. Оно долго решало, под что бы приспособить столь нестандартное помещение. Среди идей были использовать его как школу, музей, картинную галерею, дом ветеранов и даже как дом для семьи родившихся в 34 году пятерняшек (Пятерняшки Дион). Ни один из проектов не был утвержден и правительство даже уже решало вопрос о сносе здания. Но в 1936 клуб Киванис (The Kiwanis Club) предложил использовать замок как достопримечательность для привлечения туристов. Правительство согласилось, и в 1937 году Каса Лома открыла двери для широкой публики.

## В массовой культуре
Экстерьер здания был использован в готической мыльной опере "Странный рай" .

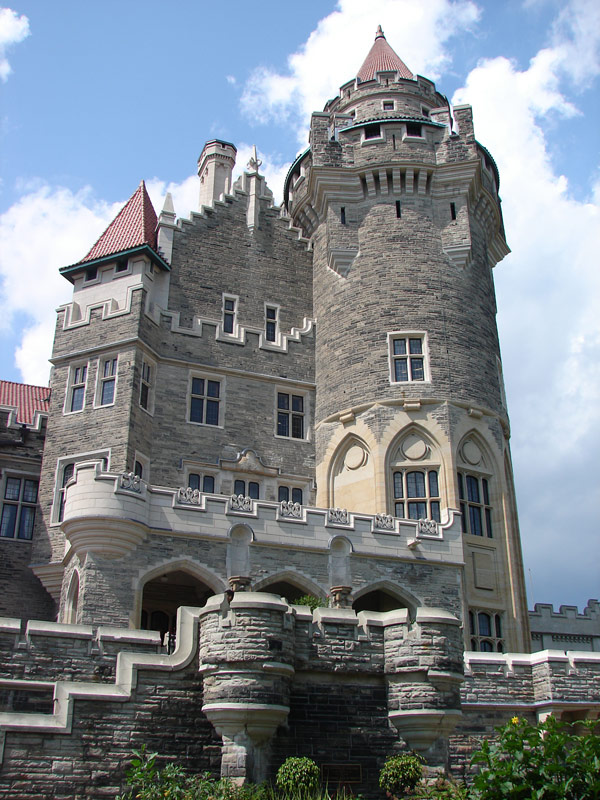
Вид на восточную башню замка из внутреннего дворика